# Der Ring
För Wagners operacykel, se Nibelungens ring.
Der Ring var en arkitekturförening med arkitekter från Tyskland och Österrike 1926-1933. Der Ring bestod av unga arkitekter som arbetade inom funktionalismen med Neues Bauen och den nya sakligheten. I gruppen återfanns några av funktionalismens mest inflytelserika personer. Drivande i grundandet av gruppen var Hugo Häring och Ludwig Mies van der Rohe.
Gruppens medlemmar medverkade bland annat vid projekt i Siemensstadt i Berlin och vid skapandet av Weißenhofsiedlung i Stuttgart.

## Medlemmar
- Walter Curt Behrendt, Berlin
- Richard Döcker, Stuttgart
- Fred Forbat, Berlin (från 1938 verksam i Sverige)
- Walter Gropius, Dessau
- Otto Haesler, Celle
- P. Rudolf Henning
- Ludwig Hilberseimer
- Arthur Korn
- Carl Krayl
- Hans Luckhardt
- Wassili Luckhardt
- Ernst May
- Adolf Meyer, Frankfurt am Main
- Bernhard Pankok
- Adolf Rading, Breslau
- Hans Soeder, Kassel
- Hans Scharoun, Berlin
- Karl Schneider, Hamburg
- Heinrich Tessenow
- Martin Wagner, Berlin
- Otto Bartning
- Peter Behrens
- Hugo Häring
- Erich Mendelsohn
- Ludwig Mies van der Rohe
- Hans Poelzig
- Walter Schilbach
- Bruno Taut
- Max Taut